# أود إيفرسن
أود إيفرسن (بالنرويجية البوكمول: Odd Iversen)‏ هو لاعب كرة قدم نرويجي في مركز الهجوم، ولد في 6 نوفمبر 1945 في تروندهايم في النرويج، وتوفي بنفس المكان في 29 ديسمبر 2014 بسبب مرض. شارك مع منتخب النرويج تحت 21 سنة لكرة القدم ومنتخب النرويج لكرة القدم. أما مع النوادي، فقد لعب مع كونينكليجك ريسينغ كلوب ميتشيلين ونادي روسنبورغ ونادي فوليرينغا.

## وصلات خارجية
- أود إيفرسن على موقع الاتحاد الأوربي (الإنجليزية)
- أود إيفرسن على موقع اتحاد النرويج (النرويجية)
- أود إيفرسن على موقع قاعدة بيانات كرة القدم.إي يو (الإنجليزية)
- أود إيفرسن على موقع ناشيونال فوتبول تيمز (الإنجليزية)
- أود إيفرسن على موقع IMDb (الإنجليزية)